# Puck (revista)

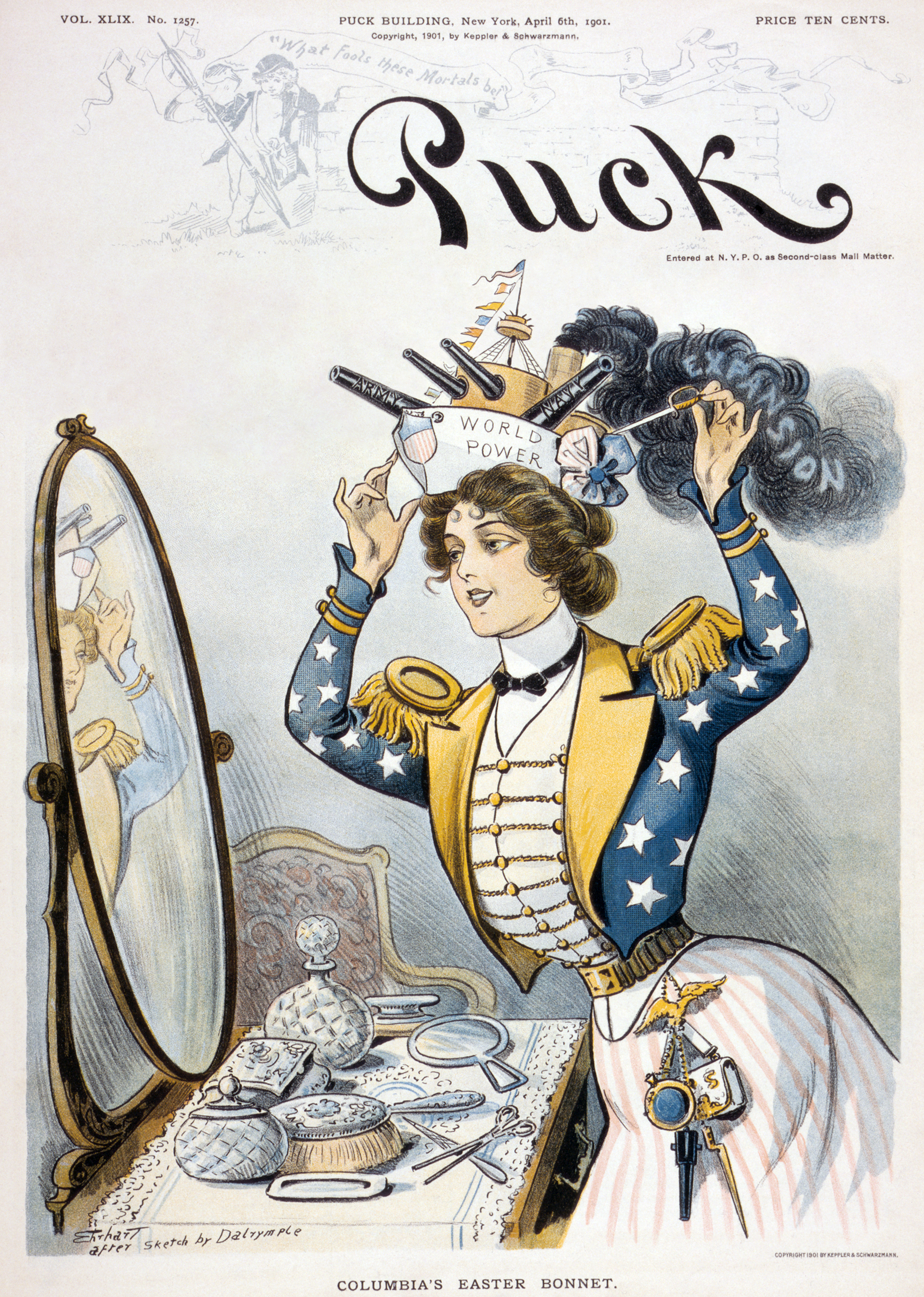
«Columbia's Easter bonnet» («El nuevo sombrero de Columbia»), caricatura realizada por S. D. Ehrhart, basada en una ilustración de Dalrymple. En ella, Columbia, la personificación femenina de los Estados Unidos de América, vistiendo como sombrero nuevo un buque de guerra, llevando las palabras «World Power» («Potencia Mundial»), con las palabras Army (Ejército de Tierra) y Navy (Armada) escritas en los cañones y el término Expansión saliendo como humo negro de su chimenea (portada de Puck, 6 de abril de 1901).

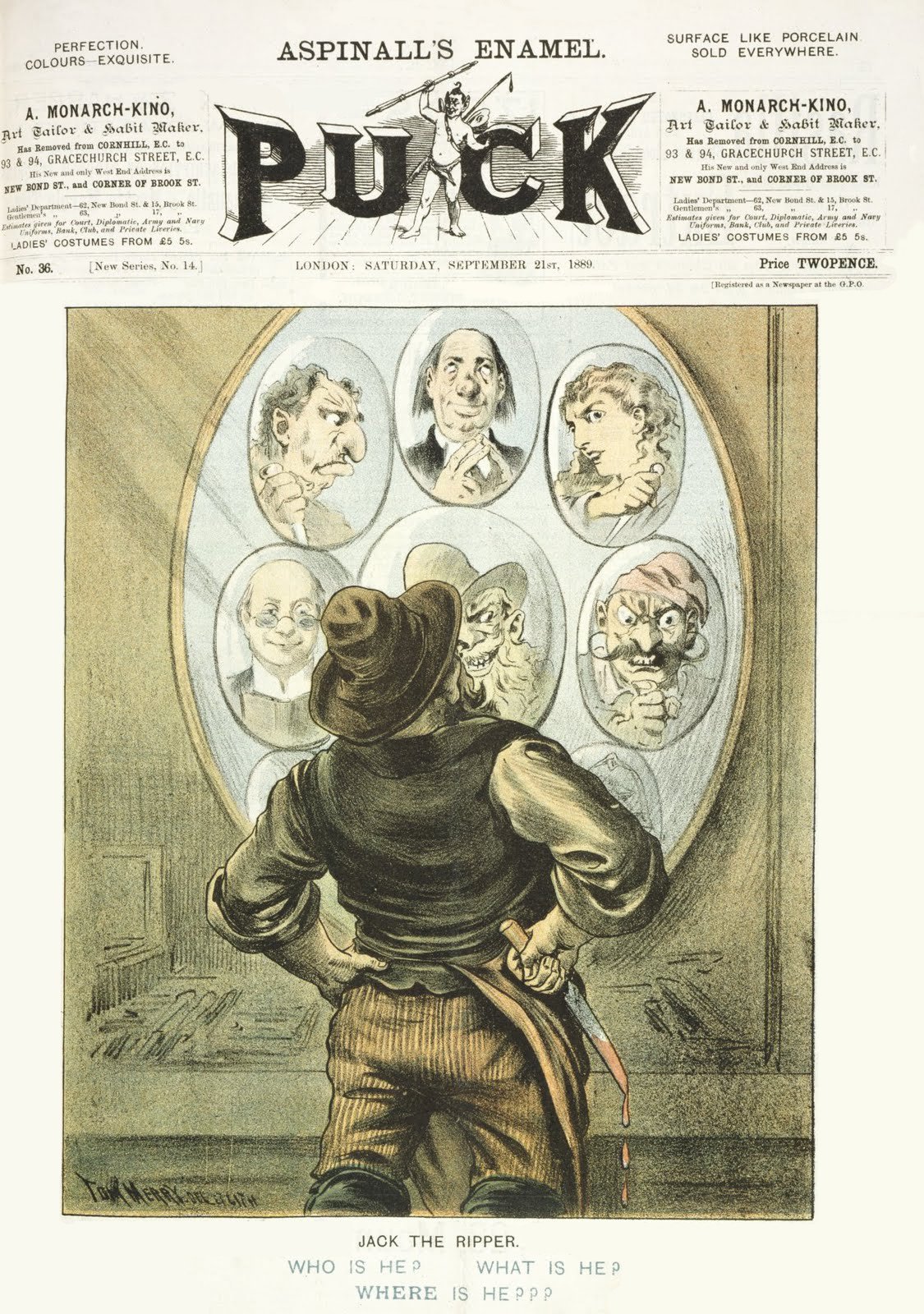
Portada de la edición londinense del 21 de septiembre de 1889 con una caricatura realizada por Tom Merry de Jack el Destripador.

Puck fue un semanario publicado entre 1876 y 1918. Con caricaturas y viñetas, fue la primera revista de humor y sátira política en tener éxito en los Estados Unidos. Publicada originalmente en alemán, su éxito llevó a su fundador, Joseph Keppler, a editarlo también en inglés a partir de 1877. Entre enero de 1889 y junio de 1890 se publicó también una edición en Londres.

## Historia
Tras emigrar a los Estados Unidos y después de un par de intentos fallidos de fundar revistas de humor, el caricaturista austriaco Keppler creó una segunda publicación titulada Puck, esta vez con éxito, en 1876. Su éxito le llevó a también editar una edición en inglés. La edición en alemán dejó de publicarse en 1896. Aunque, al principio, el propio Keppler se encargó de todos los dibujos, con el tiempo la publicación contaría con las aportaciones de un gran número de los artistas más destacados de los Estados Unidos, incluyendo a Louis Dalrymple, Bernhard Gillam, Frederick Burr Opper, Rose O'Neill, James Albert Wales o Rolf Armstrong.
Tradicionalmente, Puck apoyó al Partido Demócrata —mientras el principal rival de la revista, la también revista satírica Judge, apoyaba al Partido Republicano— y Puck alcanzó su circulación máxima de 125 000 ejemplares durante la campaña presidencial de 1884.